# (21801) Ančerl
(21801) Ančerl – planetoida z pasa głównego asteroid okrążająca Słońce w ciągu 3 lat i 257 dni w średniej odległości 2,39 j.a. Została odkryta 2 października 1999 roku w obserwatorium astronomicznym w Ondřejovie przez Lenkę Šarounovą. Nazwa planetoidy pochodzi od Karela Ančerla (1908–1973), czeskiego dyrygenta, głównego dyrygenta Orkiestry Filharmonii Czeskiej w latach 1950–1968. Przed jej nadaniem planetoida nosiła oznaczenie tymczasowe (21801) 1999 TW3.